# لاندولف الثاني من كابوا
لاندولف الثاني (825-879) كان أسقف وكونت كابوا. هو الأخ الأصغر للاندولف الأول غاستالد كابوا. كشاب، دخل الكنيسة وعندما توفي والده خلفه اخوه الأمبر لاندو.